# Triumph-Palace
O Palácio do Triunfo (do russo: Триу́мф-Пала́с, transliterado como Triumph-Palace) é um arranha-céu que serve como hotel e edifício residencial, com 264 metros (866 pés) situado em Moscovo. A sua construção iniciou-se em 2001, tendo sido terminado em 2005. O edifício de 61 pisos contém cerca de 967 apartamentos e é o 7.º mais alto do país.